# Thaumastoderma
Genre
Thaumastoderma est un genre de gastrotriches de la famille des Thaumastodermatidae.

## Liste des espèces
Selon World Register of Marine Species (25 juin 2025) :
- Thaumastoderma antarctica Kieneke, 2010
- Thaumastoderma appendiculatum Chang, Lee & Clausen, 1998
- Thaumastoderma arcassonense d'Hondt, 1965
- Thaumastoderma bifurcatum Clausen, 1991
- Thaumastoderma cantacuzeni Lévi, 1958
- Thaumastoderma clandestinum Chang, Kubota & Shirayama, 2002
- Thaumastoderma copiophorum Chang, Lee & Clausen, 1998
- Thaumastoderma coronarium Chang, Lee & Clausen, 1998
- Thaumastoderma heideri Remane, 1926
- Thaumastoderma mediterraneum Remane, 1927
- Thaumastoderma minancrum Hummon, 2008
- Thaumastoderma moebjergi Clausen, 2004
- Thaumastoderma natlanticum Hummon, 2008
- Thaumastoderma ponticulus Araujo & Hochberg, 2017
- Thaumastoderma ramuliferum Clausen, 1965
- Thaumastoderma renaudae Kisielewski, 1987
- Thaumastoderma swedmarki Lévi, 1950
- Thaumastoderma truncatum Clausen, 1991

## Systématique
Ce genre a été décrit par Remane en 1926.

## Publication originale
- (de) Remane, 1926 : « Morphologie und verwandtschaftsbeziehungen der aberranten gastrotrichen I », Zeitschrift für Morphologie und Ökologie der Tiere, vol. 5, no 4, p. 625-754.